# Richard Gynge
Richard Gynge (ur. 1 lutego 1987 w Tyresö) – szwedzki hokeista, reprezentant Szwecji.

## Kariera
- Stockholm 2 (2000)
- Hammarby IF, w tym U16, U18, U20 (2002-2006)
- Brynäs IF (2006-2007)
  -  Nybro IF (2006-2007)
  -  Västerås IK (2007-2008)
- IK Oskarshamn (2008-2009)
- AIK (2009-2012)
- Dinamo Moskwa (2012-2013)
- HC Lev Praga (2013)
- Admirał Władywostok (2013-2015)
- Växjö Lakers (2015-2016)
- Nieftiechimik Niżniekamsk (2016-2017)
- Kunlun Red Star (2017)
- Traktor Czelabińsk (2017-2019)
- Växjö Lakers (2019-)

Wychowanek klubu Hammarby IF. Od kwietnia 2008 roku zawodnik AIK Ishockey. W maju 2012 roku podpisał dwuletni kontrakt z rosyjskim klubem Dinamo Moskwa. W styczniu 2013 roku przekazany do HC Lev Praga, przy czym prawa do niego zachował klub Dinama. Po zakończeniu sezonu KHL (2012/2013) od 1 maja 2013 odszedł z Lva i formalnie wrócił do Dinama. Od czerwca 2013 zawodnik Admirała Władywostok, gdzie trafił w wyniku wyboru zawodników z innych drużyn KHL. Od lipca 2015 do kwietnia 2016 zawodnik Växjö Lakers. Od maja 2016 zawodnik Nieftiechimika Niżniekamsk. Od czerwca 2017 zawodnik Kunlun Red Star. Od września 2017 w klubie Traktor Czelabińsk. W lipcu 2019 przeszedł do Växjö Lakers.

## Sukcesy
Klubowe
- Złoty medal Allsvenskan: 2010 z AIK
- Awans do Elitserien: 2010 z AIK

Indywidualne
- Elitserien (2011/2012):
  - Trofeum Håkana Looba - pierwsze miejsce w klasyfikacji strzelców w sezonie zasadniczym: 28 goli
- KHL (2016/2017):
  - Najlepszy napastnik miesiąca - grudzień 2016[14]
- KHL (2017/2018):
  - Czwarte miejsce w klasyfikacji strzelców w fazie play-off: 8 goli
  - Piąte miejsce w klasyfikacji strzelców zwycięskich goli meczowych w fazie play-off: 2 gole
  - Trzecie miejsce w punktacji kanadyjskiej w fazie play-off: 16 asyst
- Svenska hockeyligan (2020/2021)[15]:
  - Szóste miejsce w klasyfikacji strzelców w fazie play-off: 6 goli
  - Czwarte miejsce w klasyfikacji kanadyjskiej w fazie play-off: 10 punktów